# 동관왕묘
서울 동관왕묘(서울 東關王廟) 또는 동묘(東廟)는 대한민국에 있는 중국 촉나라의 장수 관우를 모신 관왕묘로, 지금의 서울특별시 종로구에 있다. 1963년 1월 21일에 대한민국의 보물 제142호로 지정되었다.

## 개요
| Daedongyeojido (Gyujanggak) 01-08.jpg |  |
|                                       |  |

임진왜란때 조선 땅에서 싸운 명나라 장수들은 관우의 신령을 보는 체험을 하고 곳곳에 관왕묘를 세웠다.
이 보고를 받은 명나라는 전쟁이 끝난 뒤 조선에 관왕묘를 지으라는 요청을 하였고, 이에 동대문 밖에 1599년 공사를 시작하여 1601년(선조 34년) 동관왕묘를 완공하였다. 명나라 신종이 친필 현판과 함께 건축자금을 지원하였다.
벽은 돌과 진흙으로 구성되어 있고 9,315m²로 되어 있다. 동관왕묘의 중심건물은 두 개의 건물이 앞뒤로 붙어 있는데, 이것은 중국의 절이나 사당에서 흔히 볼 수 있는 구조다. 지붕은 높은 '정(丁)' 자 모양과 '일(一)'자 모양이 합쳐진 '공(工)'자 모양이다. 실내 공간도 앞뒤로 나뉘어 있는데, 앞은 제례를 위한 전실이고 뒤는 관우와 부하장군들의 조각상을 둔 본실이다. 전실과 본실을 감싼 벽돌의 바깥에는 다시 기둥을 두어 처마를 받치고 있다. 관왕묘는 서울의 동서남북에 모두 지어졌는데 그 중 동관왕묘가 제일 규모가 크고 화려하다. 넓은 벽돌벽과 독특한 지붕모양, 조각상, 실내의 구성과 장식 등에서 중국풍 건축의 모습을 보여주는 17세기 제사시설로, 중요한 역사적 가치를 지닌 곳이다.
남관왕묘는 조정에서 관리하며 왕실에서도 제사를 지냈으나 1908년(융희 2년) 향사이정령 등으로 제사를 폐지하고 동관왕묘는 지방 관청으로 이괄했다.
남대문 밖에는 동묘보더 먼저 생긴 남관왕묘가 있었으며, 고종 때에는 북관왕묘와 서관왕묘를 지었다. 남관왕묘는 다른 곳으로 옮겨졌고 북관왕묘와 서관왕묘는 조선총독부가 철거했다.
인근에 수도권 전철 1호선·6호선 동묘앞역이 있다. 2011년 10월 동묘의 금동 관우상 뒤편 일월오악도 뒤에서 운룡도가 발견되었다. 발견된 운룡도는 조사를 받고 원래대로 일월오악도로 가려졌다.

## 관련 문화재
- 동관왕묘 소장유물 일괄
- 백자 동묘치성병 명병(白磁‘東廟致誠甁’銘甁)은 동묘에서 치성(致誠)을 드릴 때 사용하던 백자 병이다. 2010년 10월 7일 서울특별시의 유형문화재 제312호로 지정되었다. 서울역사박물관에서 소장하고 있다.

## 사진

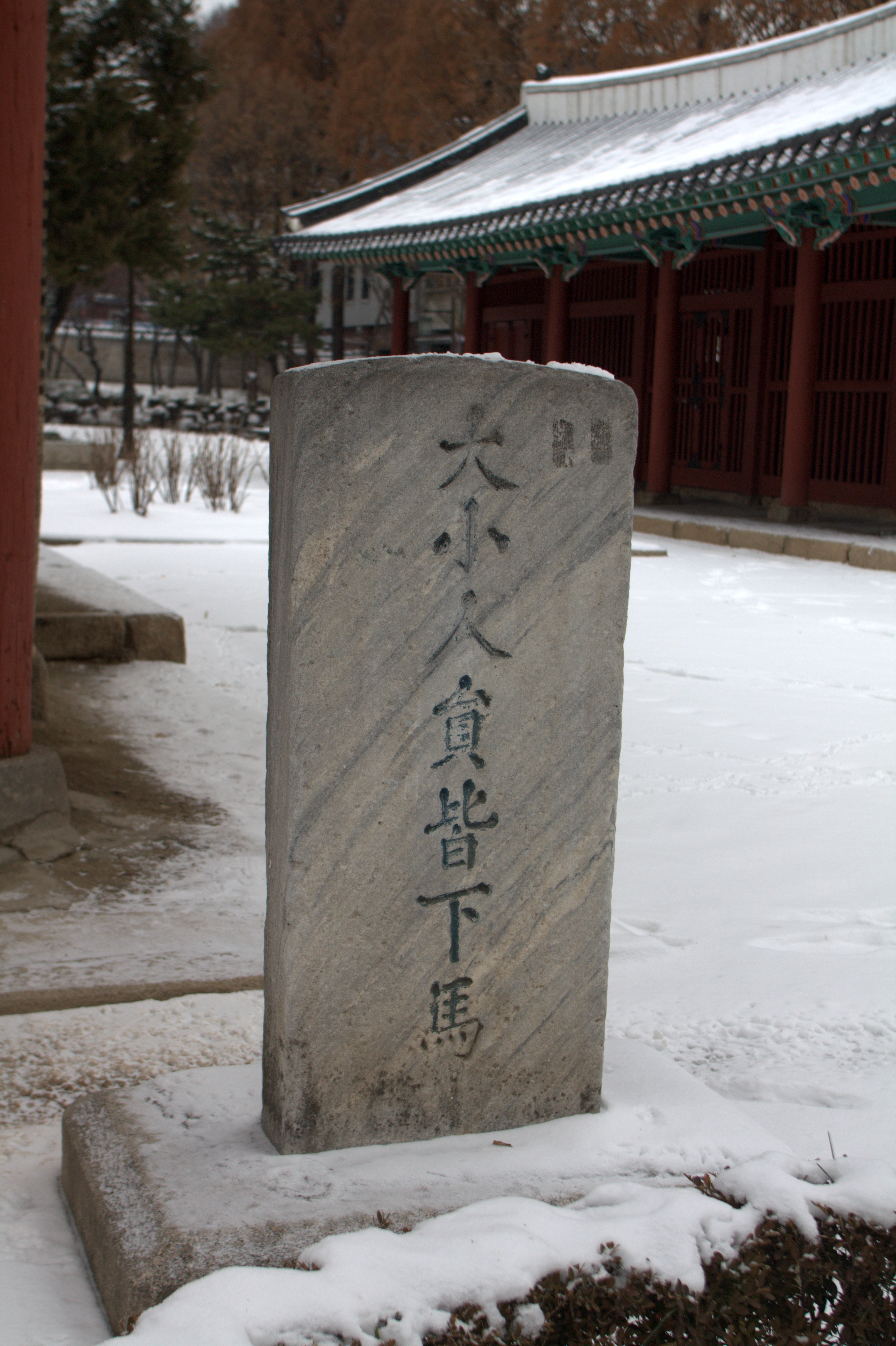
하마비
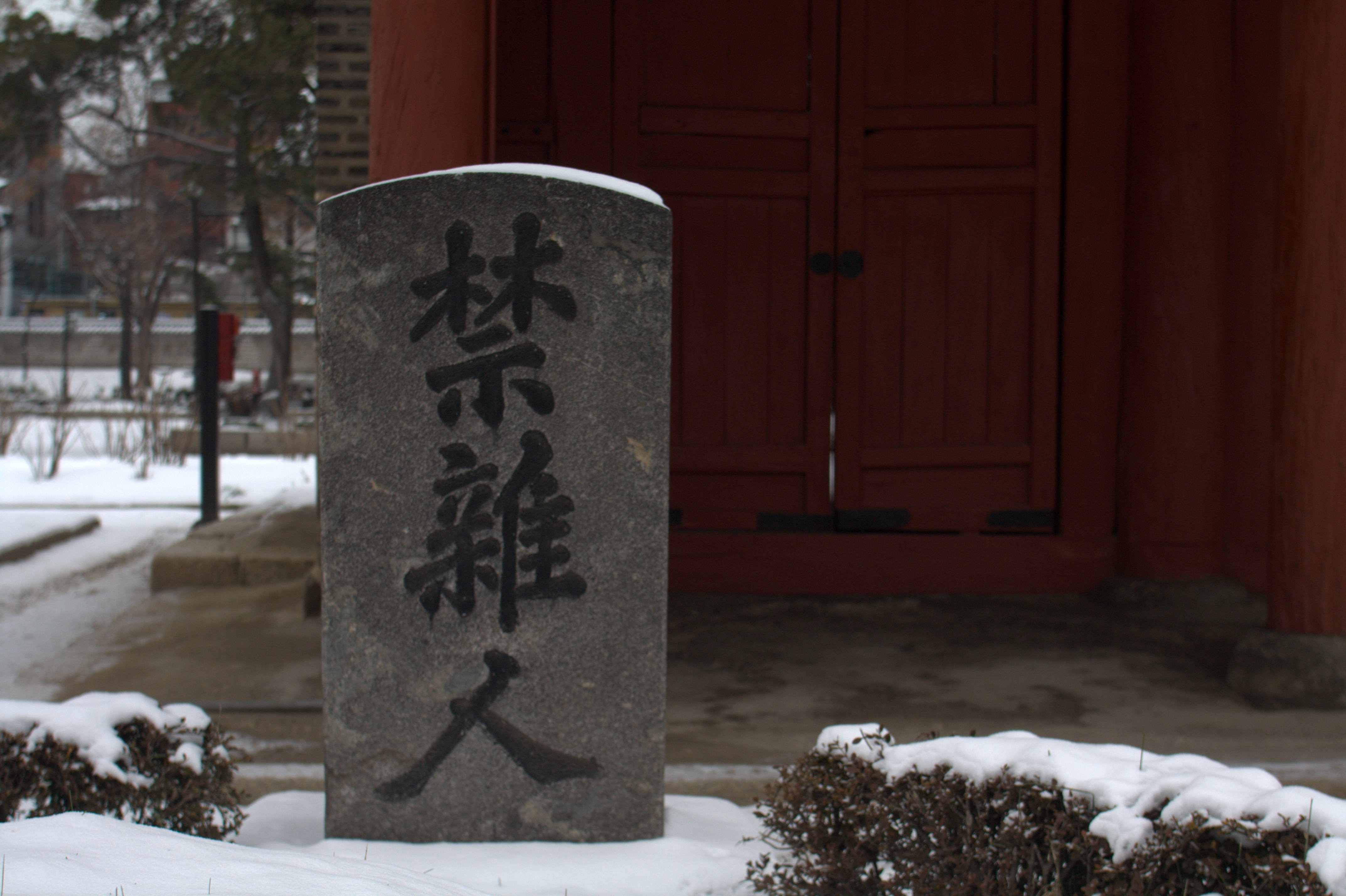
잡인 출입을 금함
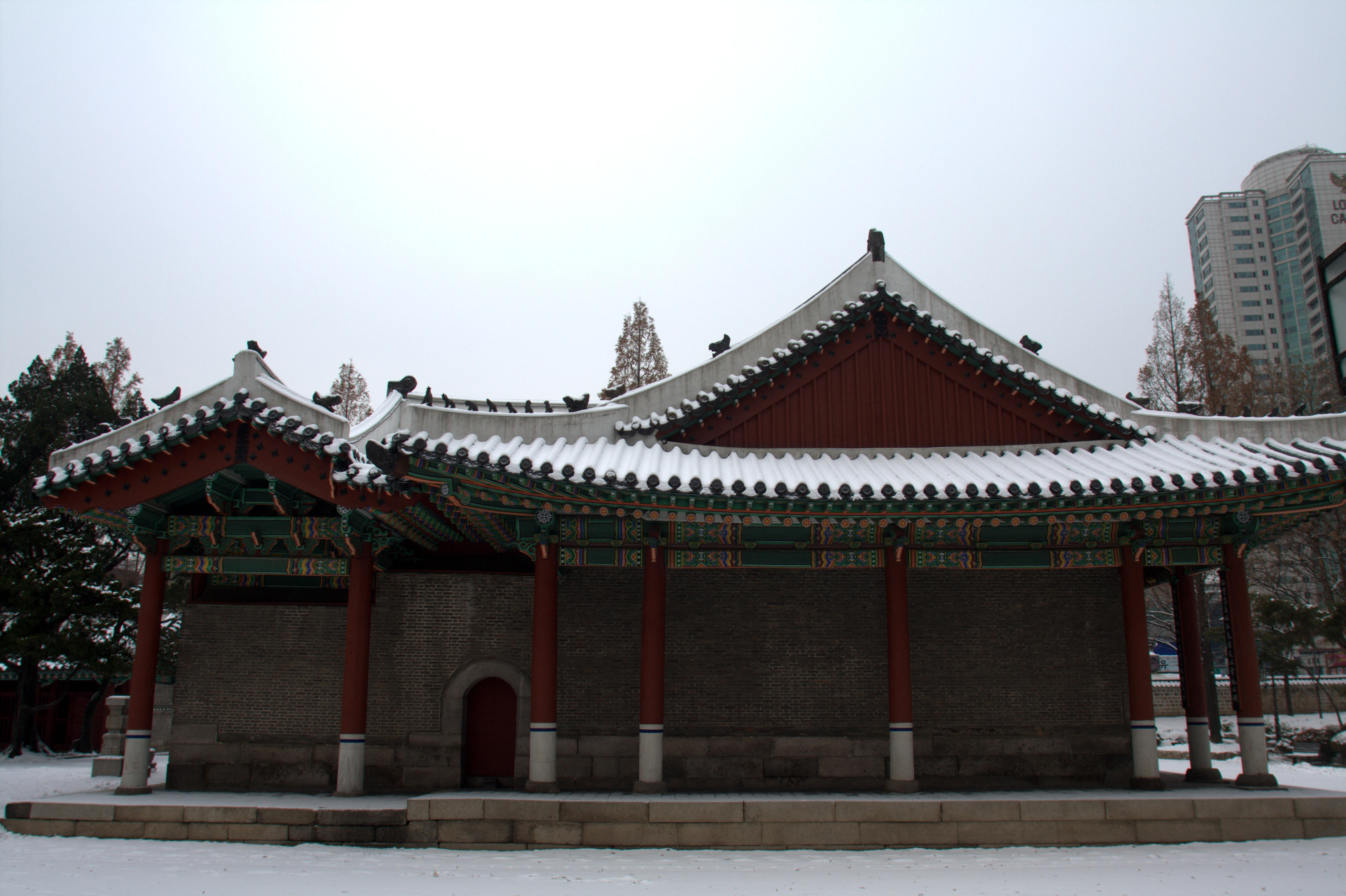
우측
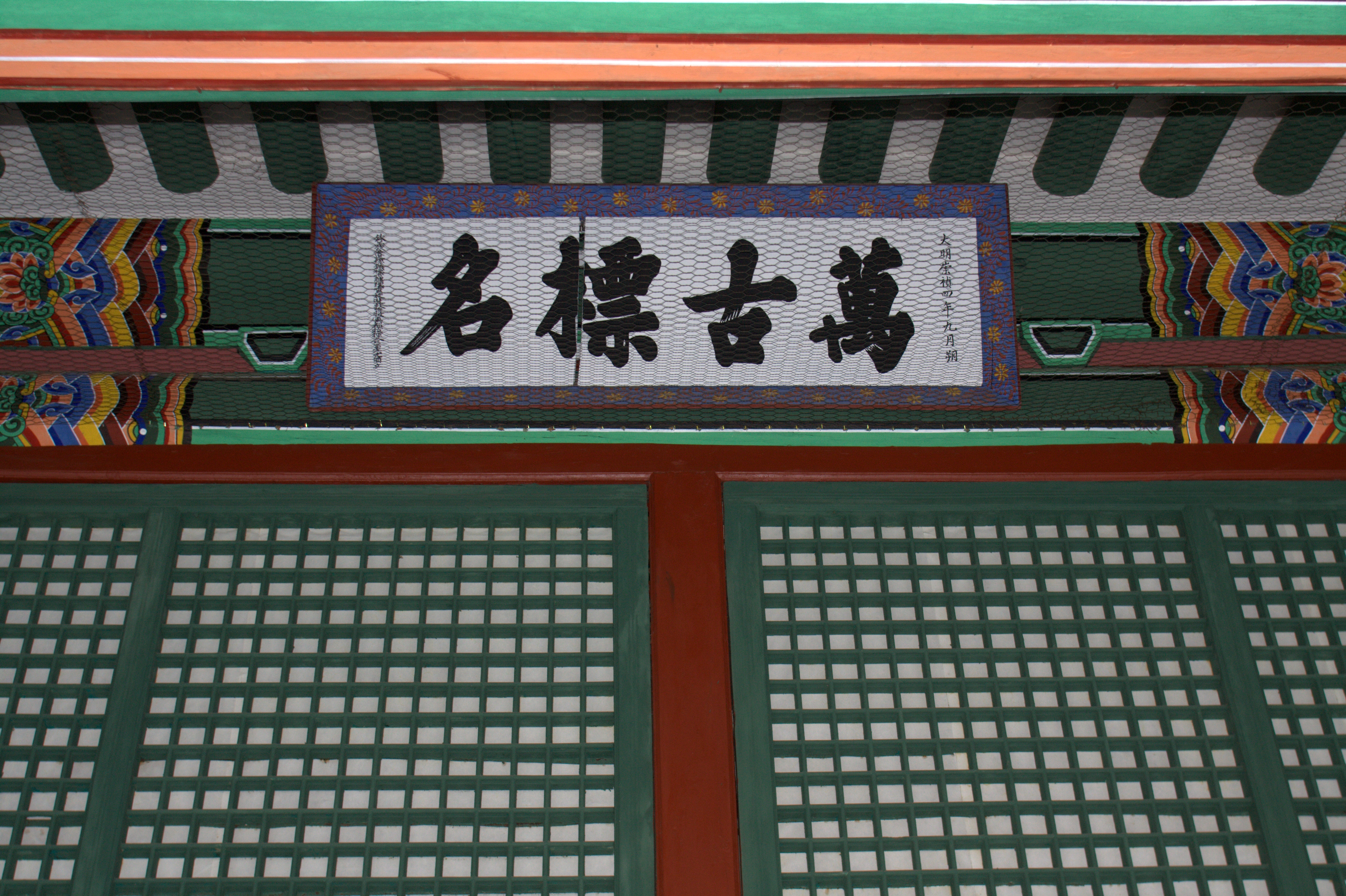
건물 뒤쪽에 있는 ‘만고표명’ 현판
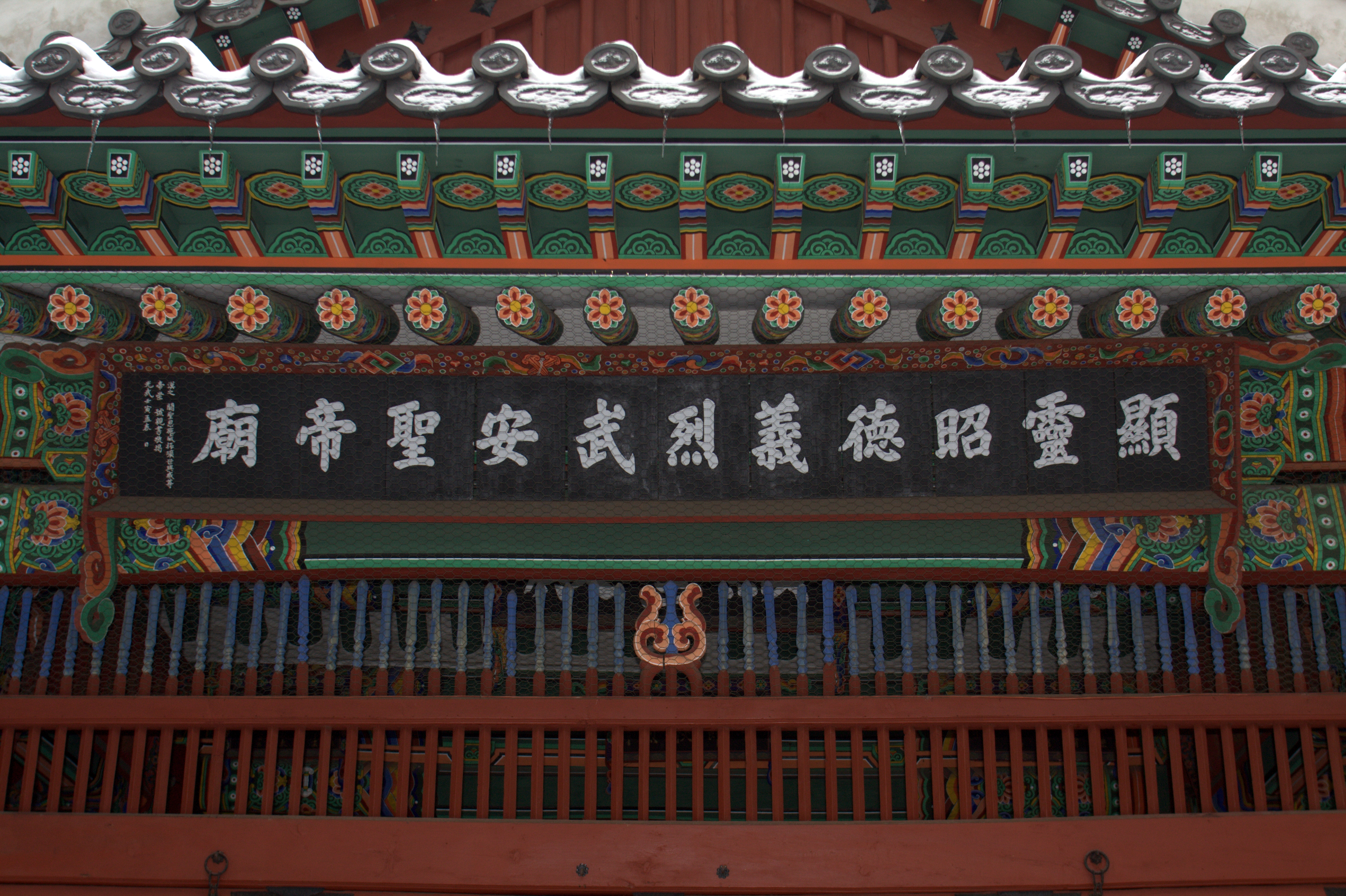
건물 정면에 있는 ‘현령소덕의열무안성제묘’ 현판
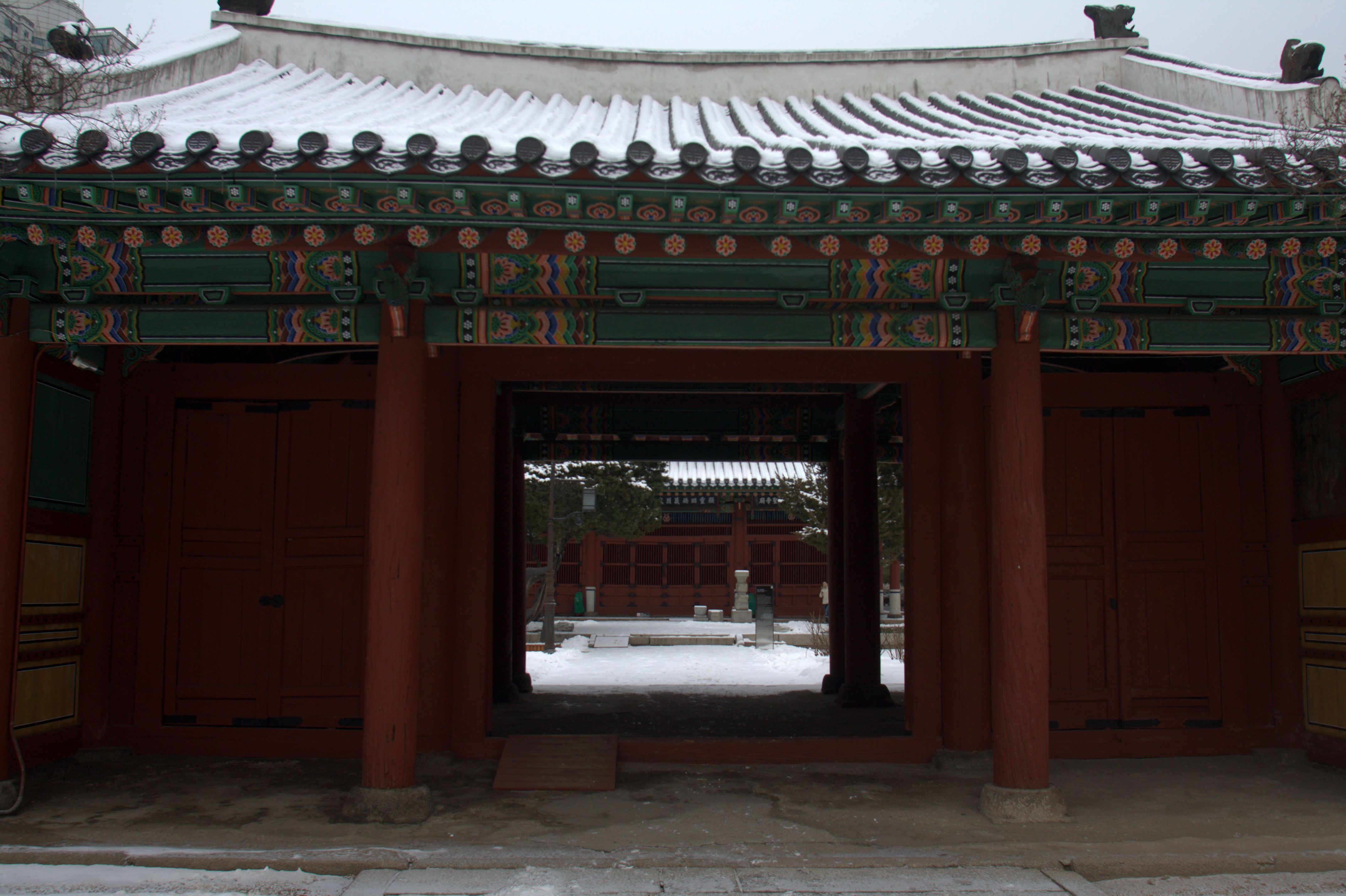
중문에서 바라본 관왕묘
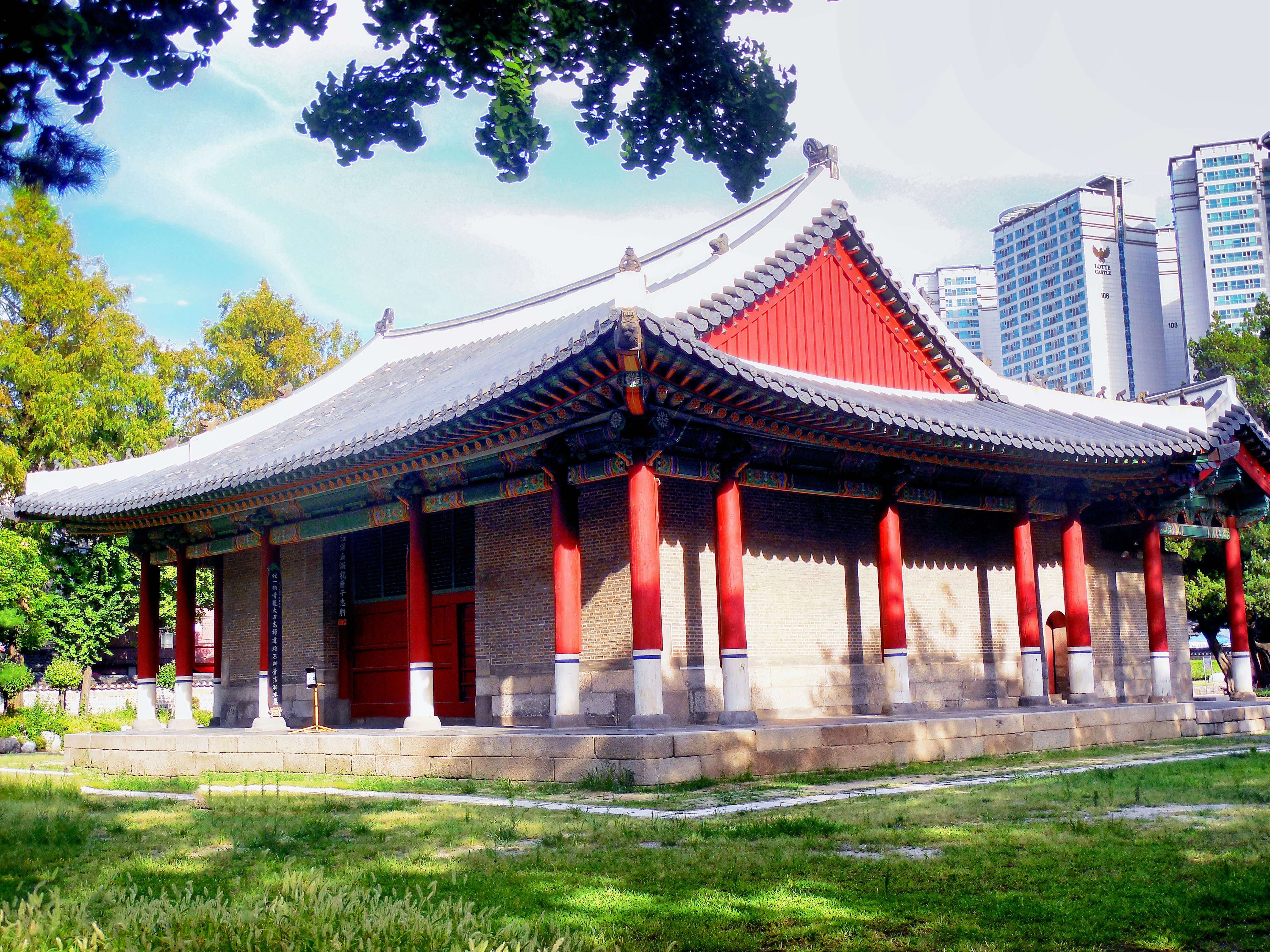

## 같이 보기
- 관제묘
- 관우
- 성제묘

## 참고 자료
- 위키미디어 공용에 동관왕묘 관련 미디어 분류가 있습니다.
- 동관왕묘 - 국가유산청 국가유산포털
- 《동관왕묘의 조각상 연구[깨진 링크(과거 내용 찾기)]》,문화재 제46권 제3호